# Liste der Kulturdenkmale in Falkenstein/Harz
In der Liste der Kulturdenkmale in Falkenstein/Harz sind alle Kulturdenkmale der Stadt Falkenstein/Harz (Landkreis Harz) und ihrer Ortsteile aufgelistet. Grundlage ist das Denkmalverzeichnis des Landes Sachsen-Anhalt, das auf Basis des Denkmalschutzgesetzes des Landes Sachsen-Anhalt vom 21. Oktober 1991 durch das Landesamt für Denkmalpflege und Archäologie Sachsen-Anhalt erstellt und seither laufend ergänzt wurde (Stand: 31. Dezember 2024).

## Kulturdenkmale nach Ortsteilen

### Endorf
| Lage                                                                                                  | Bezeichnung       | Beschreibung                                                 | Erfassungs- nummer | Ausweisungsart | Bild           |
| --- | ----------------- | ------------------------------------------------------------ | ------------------ | -------------- | -------------- |
| Friedhof (Karte)                                                                                      | Gedenkstätte      | Gedenkstätte für die Opfer des Zweiten Weltkrieges           | 094 95075          | Baudenkmal     | Gedenkstätte   |
| Friedhof (Karte)                                                                                      | Grabmal           | Trauernde                                                    | 094 95076          | Baudenkmal     | Grabmal        |
| Friedhof (Karte)                                                                                      | Grabmal           |                                                              | 094 95077          | Baudenkmal     | Weitere Bilder |
| auf dem Platz vor dem Gutseingang an der Hauptstraße (Karte)                                          | Kriegerdenkmal    | Kriegerdenkmal von 1920 für die Opfer des Ersten Weltkrieges | 094 95088          | Baudenkmal     | Kriegerdenkmal |
| südlich des Dorfes, an der Hauptstraße Richtung Neuplatendorf (Karte)                                 | Mühle             | Turmwindmühle, 1857 erbaut.                                  | 094 95087          | Baudenkmal     | Weitere Bilder |
| Am Schmiedeberg 2a (Alt: Hallesche Straße) im Zentrum des Ortskerns (Karte)                           | St.-Niklas-Kirche | Kirchturm datiert 1140/1150                                  | 094 95080          | Baudenkmal     | Weitere Bilder |
| Gut nordwestlich des Ortskerns am Osthang des Weinberges (Karte)                                      | Rittergut         | Rittergut Endorf, „Gut derer von Knigge“                     | 094 95078          | Baudenkmal     | Weitere Bilder |
| Obere Hauptstraße 2 (alt: Straße der Freundschaft) im Ortskern westlich der Kirche (Karte)            | Bauernhof         |                                                              | 094 95086          | Baudenkmal     | Bauernhof      |
| Untere Hauptstraße 13 (alt: Karl-Marx-Straße) im Ortskern südlich des Gutes derer von Knigge (Karte)  | Wohnhaus          | Zellinger Hof                                                | 094 95081          | Baudenkmal     | Wohnhaus       |
| Untere Hauptstraße 17 (alt: Karl-Marx-Straße) im Ortskern südlich des Gutes derer von Knigge (Karte)  | Wohnhaus          | Dettescher Gutshof                                           | 094 95083          | Baudenkmal     | Wohnhaus       |
| Untere Hauptstraße 17a (alt: Karl-Marx-Straße) im Ortskern südlich des Gutes derer von Knigge (Karte) | Wohnhaus          | Dettescher Gutshof                                           | 094 95084          | Baudenkmal     | Wohnhaus       |

### Ermsleben
| Lage | Bezeichnung                     | Beschreibung | Erfassungs- nummer | Ausweisungsart               | Bild                            |
| --- | ------------------------------- | --- | ------------------ | ---------------------------- | ------------------------------- |
| Bahnhofstraße (Karte) | Kriegerdenkmal Ermsleben        | Kriegerdenkmal 1914–1918 neben Bahnhofstraße 11 | 094 04298          | Baudenkmal                   | Kriegerdenkmal Ermsleben        |
| Bahnhofstraße 3 im Ortskern nördlich des „Schwarzen Schlosses“ (Karte) | Hotel                           | Hotel „Stadt Berlin“ | 094 81078          | Baudenkmal                   | Hotel                           |
| Bahnhofstraße 7 nordwestl. des Stadtkerns an der Selke (Karte) | Villa                           | Villa Möhring | 094 81079          | Baudenkmal                   | Villa                           |
| Bahnhofstraße 9 (Karte) | Villa                           | | 094 81080          | Baudenkmal                   | Villa                           |
| Bahnhofstraße 11 (Karte) | Postamt                         | Ehemaliges Postamt, heute Wohnhaus. | 094 81081          | Baudenkmal                   | Postamt                         |
| Berlinger Plan 12 (Karte) | Wohnhaus                        | Wohnhaus | 094 81126          | Baudenkmal                   | Wohnhaus                        |
| Berlinger Plan 24 (Karte) | Wohnhaus                        | | 094 81123          | Baudenkmal                   | Wohnhaus                        |
| Bäckergasse 1 (Karte) | Wohnhaus                        | | 094 80313          | Baudenkmal                   | Wohnhaus                        |
| Damm 6 (Karte) | Mühle                           | Ellermühle | 094 81082          | Baudenkmal                   | Mühle                           |
| Distelgasse, Lange Straße, Neustadt (Karte) | Stadtmauer                      | | 094 97467          | Baudenkmal                   | Weitere Bilder                  |
| Falkensteiner Weg 2 (Karte) | Scheune                         | | 094 81083          | Baudenkmal                   | Scheune                         |
| Falkensteiner Weg 2, 4 (alt: Konradsburger Straße) Stadtfriedhof im nordöstl. Eingangsbereich hinter dem Hospital St. Crucis (Karte)                                                          | Grabkapelle                     | Erbbegräbnis der Familie von Hartrott | 094 81088          | Baudenkmal                   | Grabkapelle                     |
| Konradsburger Straße 15 südlich der Altstadt vor dem ehem. Konradsburger Tor am Nordrand des Städtischen Friedhofes (Flur 2, Flurstück 656) (Karte)                                           | Hospital                        | Hospital St. Crucis | 094 81092          | Baudenkmal                   | Hospital                        |
| Mühlenstraße 34, 34a nordöstlich der Ortslage in der Selkeniederung (Flur 4, Flurstück 39/5) (Karte)                                                                                          | Mühle                           | Strommühle | 094 81108          | Baudenkmal                   | Mühle                           |
| Friedrich-Ebert-Straße 5 (Karte) | Bauernhof                       | | 094 81127          | Baudenkmal                   | Bauernhof                       |
| Friedrich-Ebert-Straße 15, 17 (Karte) | Bauernhof                       | | 094 81129          | Baudenkmal                   | Bauernhof                       |
| Friedrich-Ebert-Straße 24 (Karte) | Pfarrhaus                       | | 094 81131          | Baudenkmal                   | Pfarrhaus                       |
| Friedrich-Ebert-Straße 26 (Karte) | Bauernhof                       | | 094 81132          | Baudenkmal                   | Bauernhof                       |
| Konradsburg 1, 2, 2A, 2B, 3 südlich der Stadt auf einem Höhenzug des Unterharzes (236,2 m ü.NN). (Gemarkung Ermsleben, Flur 13, Flurstücke: 24/3, 24/4, 24/10, 24/18, 53, 54, 57, 58) (Karte) | Konradsburg                     | Höhenburg mit ehemaligem Kloster und Domäne (Ersterwähnung im Jahr 1021) | 094 03715          | Baudenkmal                   | Weitere Bilder                  |
| in der Konradsburg (Karte) | Kirche                          | Klosterkirche St. Sixtus | 094 03715 001      | Teilobjekt eines Baudenkmals | Weitere Bilder                  |
| Halberstädter Straße 17 (Karte) | Wohnhaus                        | Das Wohnhaus wurde bereits abgerissen (besichtigt August 2017) | 094 81085          | Baudenkmal                   | Wohnhaus                        |
| Jägerhaus 1, südwestl. der Konradsburg am Nordhang des Friedrichshohenberg (Karte) | Forsthaus Friedrichshohenberg   | Jägerhaus. Seit 1749 „Königlichen Forsthaus“ mit Forst Friedrichshohenberg, 1834 Verkauf an den Amtsrat Johann Christian Degener. Seit 1992 im Naturschutzgebiet Friedrichshohenberg, ab 1996 saniert. | 094 03597          | Baudenkmal                   | Weitere Bilder                  |
| Konradsburger Straße (Karte) | Friedhof                        | Der Friedhof wurde 2022 als Baudenkmal ausgewiesen. | 094 95178          | Baudenkmal                   | Weitere Bilder                  |
| Konradsburger Straße, Stadtfriedhof a.d. südlichen Einfriedungsmauer (Karte) | Grabkapelle                     | Grabkapelle der Familien Steinkopf und Rabe | 094 81089          | Baudenkmal                   | Grabkapelle                     |
| Konradsburger Straße Stadtfriedhof (Karte) | Grabmal                         | Grab der Familie Boette | 094 81086          | Baudenkmal                   | Grabmal                         |
| Konradsburger Straße, Stadtfriedhof südlich der Altstadt vor dem Konradsburger Tor (Karte) | Grabmal                         | Gleim’sches Ehrenmal für Johann Laurenz (Laurentius) Gleim (1676–1735) und Anne Gertrud Peil (1681–1735) – von den letzten fünf lebenden Söhnen 1781 errichtet. Klassizistisches Denkmal mit rundem Altar mit Flamme und rechts daneben in ein Gewand eingehüllte weibliche Figur auf einem Sockel am Grab. Inschrift (unleserlich): „Allhier ruhet Johann Lorenz Gleim, und Anna Gertrud Peil, ein gottgeliebtes, frommes Ehepaar, – schon Staub! – Beide starben im Jahr 1735. – Von ihren erzeugten zwölf Kindern errichteten die noch lebenden fünf jüngsten Söhne: 1) Johann Wilhelm Ludewig, 2) Friederich Ludewig Lorenz, 3) Daniel Conrad Vollrath, 4) Matthias Leberecht Caspar, 5) Franz Carl Eberhard, – dieses Denkmal, im Jahr 1781. — Des Vaters Segen bauet den Kindern Häuser.“ | 094 95178          | Baudenkmal                   | Grabmal                         |
| Konradsburger Straße 5 (Karte) | Wohnhaus                        | | 094 81090          | Baudenkmal                   | Wohnhaus                        |
| Konradsburger Straße 13 (Karte) | Wohn- und Geschäftshaus         | | 094 81091          | Baudenkmal                   | Wohn- und Geschäftshaus         |
| Konradsburger Straße 20 (Karte) | Wohnhaus                        | | 094 81093          | Baudenkmal                   | Wohnhaus                        |
| Lange Straße 1 (Karte) | Wohn- und Geschäftshaus         | | 094 81094          | Baudenkmal                   | Wohn- und Geschäftshaus         |
| Lange Straße 7 (Karte) | Wohnhaus                        | | 094 81095          | Baudenkmal                   | Wohnhaus                        |
| Lange Straße 9 (Karte) | Ackerbürgerhof                  | | 094 81096          | Baudenkmal                   | Ackerbürgerhof                  |
| Lange Straße 11 (Karte) | Wohnhaus                        | | 094 03719          | Baudenkmal                   | Wohnhaus                        |
| Lange Straße 17 (Karte) | Wohnhaus                        | | 094 81097          | Baudenkmal                   | Wohnhaus                        |
| Lange Straße 22 (Karte) | Stall                           | | 094 81098          | Baudenkmal                   | Stall                           |
| Lange Straße 25 (Karte) | Bauernhof                       | | 094 81099          | Baudenkmal                   | Bauernhof                       |
| Lange Straße 27 (Karte) | Wohnhaus                        | | 094 80315          | Baudenkmal                   | Wohnhaus                        |
| Lange Straße 30 (Karte) | Wohnhaus                        | | 094 16999          | Baudenkmal                   | Wohnhaus                        |
| Lange Straße 32 (Karte) | Wohnhaus                        | | 094 03721          | Baudenkmal                   | Wohnhaus                        |
| Lange Straße 34 (Karte) | Wohnhaus                        | | 094 81100          | Baudenkmal                   | Wohnhaus                        |
| Lange Straße 39 (Karte) | Wohnhaus                        | | 094 81101          | Baudenkmal                   | Wohnhaus                        |
| Lange Straße 51 (Karte) | Wohnhaus                        | | 094 15469          | Baudenkmal                   | Wohnhaus                        |
| Lange Straße 53 (Karte) | Wohnhaus                        | | 094 80317          | Baudenkmal                   | Wohnhaus                        |
| Lange Straße, Markt, Siederstraße, Sixtuskirchhof (Karte) | Stadtgrundriss                  | | 094 95385          | Baudenkmal                   | BW                              |
| Lindenstraße über dem Südhang der Selkeaue bei Ermsleben (Karte) | Kirche                          | St. Andreas | 094 04248          | Baudenkmal                   | Weitere Bilder                  |
| Lindenstraße (Karte) | Kriegerdenkmal                  | Kriegerdenkmal | 094 95373          | Kleindenkmal                 | Kriegerdenkmal                  |
| Lindenstraße 1 (Karte) | Gasthaus                        | ehemaliges Gasthaus, heute Wohnhaus | 094 81133          | Baudenkmal                   | Gasthaus                        |
| Lindenstraße 3 (Karte) | Wohnhaus                        | ehemalige Schule, heute Wohnhaus | 094 81134          | Baudenkmal                   | Wohnhaus                        |
| Lindenstraße 15a (alt: 54) (Karte) | Werkstattgebäude Fa. Poltermann | | 094 03652          | Baudenkmal                   | Werkstattgebäude Fa. Poltermann |
| Ludwig-Gleim-Straße 20 (Karte) | Wohnhaus                        | | 094 81102          | Baudenkmal                   | Wohnhaus                        |
| Markt 1 Ortskern (Karte) | Rathaus                         | Rathaus der Stadt Ermsleben | 094 04241          | Baudenkmal                   | Rathaus                         |
| Markt 20 (Karte) | Wohnhaus                        | | 094 04242          | Baudenkmal                   | Wohnhaus                        |
| Markt 22 Südwestecke des Marktplatzes (Karte) | Wohnhaus                        | Haus Hühne | 094 04243          | Baudenkmal                   | Wohnhaus                        |
| Markt 28 (Karte) | Wohnhaus                        | | 094 81105          | Baudenkmal                   | Wohnhaus                        |
| Markt 30 (Karte) | Wohn- und Geschäftshaus         | Wohn- und Geschäftshaus | 094 04244          | Baudenkmal                   | Wohn- und Geschäftshaus         |
| Meisdorfer Straße Friedhof (Karte) | Gedenkstein                     | Jüdischer Friedhof | 094 03573          | Baudenkmal                   | Gedenkstein                     |
| Mühlenstraße 20 (Karte) | Bauernhof                       | | 094 81106          | Baudenkmal                   | Bauernhof                       |
| Mühlenstraße 22 (Karte) | Bauernhof                       | | 094 81107          | Baudenkmal                   | Bauernhof                       |
| Siederstraße 9 (Karte) | Ackerbürgerhaus                 | Ackerbürgerhaus | 094 81113          | Baudenkmal                   | Ackerbürgerhaus                 |
| Siederstraße 11 (Karte) | Wohnhaus                        | Wohnhaus Zeitweise bis 2024 als Denkmalbereich geführt. | 094 81111          | Baudenkmal                   | Wohnhaus                        |
| Siederstraße 12 (Karte) | Bauernhof                       | Bauernhof mit Taubenturm | 094 03653          | Baudenkmal                   | Bauernhof                       |
| Siederstraße 13 (Karte) | Wohnhaus                        | | 094 81112          | Baudenkmal                   | Wohnhaus                        |
| Siederstraße 20 im Altstadtkern südöstl. des Marktes neben dem ehem. Wendenburg’schen Gut (Karte)                                                                                             | Wohnhaus                        | Gleimhaus | 094 03591          | Baudenkmal                   | Wohnhaus                        |
| Siederstraße 21 Altstadt, südöstl. des Marktplatzes (Karte) | Apotheke                        | Adler-Apotheke | 094 80319          | Baudenkmal                   | Apotheke                        |
| Siederstraße 22 Altstadtkern südöstl. des Marktes im Ensemble mit dem Gleimhaus und der Adler-Apotheke (Karte)                                                                                | Gutshaus                        | Wendenburg’sches Gut | 094 80320          | Baudenkmal                   | Gutshaus                        |
| Siederstraße 33 Altstadtkern (Karte) | Wohnhaus                        | | 094 80321          | Baudenkmal                   | Wohnhaus                        |
| Siederstraße 34 (Karte) | Wohnhaus                        | | 094 80322          | Baudenkmal                   | Wohnhaus                        |
| Siederstraße 38 westlich der Altstadt und des Sixtuskirchhofes (Karte) | Schloss                         | Schwarzes Schloss, Vitzenhagen’scher Oberhof | 094 04246          | Baudenkmal                   | Schloss                         |
| Siederstraße 39 (Karte) | Wohnhaus                        | | 094 80323          | Baudenkmal                   | Wohnhaus                        |
| Sixtuskirchhof 1 im Altstadtkern zwischen Marktplatz und ehem. „Schwarzem Schloss“ (Karte) | Kirche                          | Ev. Stadtpfarrkirche St. Sixtus, nach dendrochronologischer Untersuchung (2014) von Eichenbalken im Turm datiert auf das Jahr 1070, somit wohl älteste datierte Stadtpfarrkirche Sachsen-Anhalts | 094 03662          | Baudenkmal                   | Weitere Bilder                  |
| Sixtuskirchhof 2 (Karte) | Wohnhaus                        | | 094 81115          | Baudenkmal                   | Wohnhaus                        |
| Sixtuskirchhof 10 (Karte) | Wohnhaus                        | | 094 81117          | Baudenkmal                   | Wohnhaus                        |
| Sixtuskirchhof 12 (Karte) | Pfarrhaus                       | | 094 81116          | Baudenkmal                   | Pfarrhaus                       |
| Vater-Jahn-Straße 5 (Karte) | Bahnhof                         | | 094 81118          | Baudenkmal                   | Weitere Bilder                  |
| Wassertor 1 (Karte) | Wohnhaus                        | | 094 04245          | Baudenkmal                   | Wohnhaus                        |
| Wassertor 13 (Karte) | Wohnhaus                        | | 094 80324          | Baudenkmal                   | Wohnhaus                        |
| Welbslebener Straße 1 (Karte) | Wohnhaus                        | | 094 81124          | Baudenkmal                   | Wohnhaus                        |

### Meisdorf
| Lage | Bezeichnung            | Beschreibung | Erfassungs- nummer | Ausweisungsart               | Bild                   |
| --- | ---------------------- | --- | ------------------ | ---------------------------- | ---------------------- |
| am westlichen Ortsrand (Karte) | Strulle                | Stollen, Verwerfungsquelle aus dem Klusberg | 094 30615          | Baudenkmal                   | Weitere Bilder         |
| im Selketal (Karte) | Wildfütterung          | Gräfliche Wildfütterung in unmittelbarer Nähe des Waldweges zwischen Selketal und Hoher Warte, 1890 errichtet. Dreireihiger Pfahlbau (12 × 8 Meter) mit zwölf eichenen Pfählen und mit Biberschwänzen gedecktes Spitzdach, zwölf Meter lange Raufe. 2006 erneuert. | 094 90167          | Baudenkmal                   | Weitere Bilder         |
| Allee (Karte) | Kriegerdenkmal         | Kriegerdenkmal mit Adler für die Gefallenen des 1. und 2. Weltkrieges in Meisdorf | 094 81584          | Baudenkmal                   | Kriegerdenkmal         |
| Allee südwestlich der Ortslage am Ausgang des Selketals unterhalb des Klusberges (Karte)                                                                    | Schloss Meisdorf       | Schloss der Familie von der Asseburg-Falkenstein | 094 04269          | Baudenkmal                   | Weitere Bilder         |
| Allee (Karte) | Park                   | Schlosspark mit Einfriedung und altem Baumbestand | 094 04269 001      | Teilobjekt eines Baudenkmals | Park                   |
| Allee 9 (Karte) | Wohnhaus               | Wohnhaus | 094 81585          | Baudenkmal                   | Wohnhaus               |
| Allee 13 (Karte) | Wohnhaus               | | 094 81586          | Baudenkmal                   | Wohnhaus               |
| Allee 14 (Karte) | Wohnhaus               | | 094 04270          | Baudenkmal                   | Wohnhaus               |
| Allee 15 (Karte) | Wohnhaus               | | 094 81587          | Baudenkmal                   | Wohnhaus               |
| Allee 16 (Karte) | Wohnhaus               | | 094 81588          | Baudenkmal                   | Wohnhaus               |
| Allee 18 (Karte) | Tagelöhnerhaus         | | 094 81589          | Baudenkmal                   | Tagelöhnerhaus         |
| Allee 27 (Karte) | Villa                  | | 094 81590          | Baudenkmal                   | Villa                  |
| Am Anger (Karte) | Transformatorenstation | | 094 81591          | Baudenkmal                   | Transformatorenstation |
| Badegasse 34 im Ortskern südlich des Kirchhofes (Karte) | Wohnhaus               | | 094 81595          | Baudenkmal                   | Wohnhaus               |
| Badegasse 36 (Karte) | Bauernhof              | | 094 81596          | Baudenkmal                   | Bauernhof              |
| Badegasse 42 (Karte) | Bauernhof              | | 094 04276          | Baudenkmal                   | Bauernhof              |
| Badegasse 43 (Karte) | Wohnhaus               | | 094 81597          | Baudenkmal                   | Wohnhaus               |
| Badegasse 45 (Karte) | Wohnhaus               | | 094 81598          | Baudenkmal                   | Wohnhaus               |
| Bahnhofstraße 136 (Karte) | Mühle                  | Bischof-Mühle, Wassermühle seit 1512 | 094 81599          | Baudenkmal                   | Weitere Bilder         |
| Friedhof am nordwestlichen Ende der Ortschaft (Friedhof) (Karte)                                                                                            | Grabmal                | Erbbegräbnis der Familie J. Drosihn | 094 81592          | Baudenkmal                   | Grabmal                |
| Friedhof am nordwestlichen Ende der Ortschaft (Friedhof) (Karte)                                                                                            | Grabmal                | Grabmal für Richard Banse | 094 81593          | Baudenkmal                   | Grabmal                |
| Friedhof am nordwestlichen Ende der Ortschaft (Friedhof) (Karte)                                                                                            | Grabmal                | | 094 81594          | Baudenkmal                   | Grabmal                |
| Gemarkung Meisdorf, Flur 6, Flurstück 6/1 südwestlich der Ortschaft bzw. Schlossanlage im Selketal am nördlichen Flussufer unterhalb des Klusberges (Karte) | Mausoleum              | Mausoleum, Asseburg’sches Erbbegräbnis, sogenanntes Neues Gewölbe, im neugotischen Stil | 094 95179          | Baudenkmal                   | Weitere Bilder         |
| Hauptstraße Kirchhof im Zentrum der Ortslage östlich des „Wendenburg’schen Hofes“ und der „Alten Ratsschenke“ (Karte)                                       | Kirche                 | Asseburg’sche Patronatskirche | 094 04271          | Baudenkmal                   | Weitere Bilder         |
| Hauptstraße 104 (Karte) | Wohnhaus               | ehemaliger Gasthof „Brauner Hirsch“ | 094 04272          | Baudenkmal                   | Wohnhaus               |
| Hauptstraße 195 (Karte) | Bauernhof              | Bauernhof mit Taubenturm | 094 03658          | Baudenkmal                   | Bauernhof              |
| Hauptstraße 203 (Karte) | Wohnhaus               | | 094 04273          | Baudenkmal                   | Wohnhaus               |
| Hauptstraße 204 (Karte) | Wohnhaus               | | 094 81604          | Baudenkmal                   | Wohnhaus               |
| Hauptstraße 205 (Karte) | Wohnhaus               | | 094 81605          | Baudenkmal                   | Wohnhaus               |
| Hauptstraße 205, 205a, 206, 207 (Karte) | Straßenzeile           | | 094 81608          | Denkmalbereich               | Straßenzeile           |
| Hauptstraße 205a (Karte) | Wohnhaus               | | 094 81606          | Baudenkmal                   | Wohnhaus               |
| Hauptstraße 207 (Karte) | Wohnhaus               | | 094 81607          | Baudenkmal                   | Wohnhaus               |
| Hauptstraße 30 (Karte) | Wohnhaus               | | 094 81600          | Baudenkmal                   | Wohnhaus               |
| Hauptstraße 31 (Karte) | Bauernhof              | Möhrings Hof, heute Museumshof mit Touristinformation | 094 17180          | Baudenkmal                   | Bauernhof              |
| Hauptstraße 33 (Karte) | Bauernhof              | | 094 81601          | Baudenkmal                   | Bauernhof              |
| Hauptstraße 52 (Karte) | Bauernhof              | | 094 81602          | Baudenkmal                   | Bauernhof              |
| Hauptstraße 63 (Karte) | Pfarrhof               | | 094 81603          | Baudenkmal                   | Pfarrhof               |
| Hinter den Höfen 191 (Karte) | Wohnhaus               | | 094 81609          | Baudenkmal                   | Wohnhaus               |
| Im Winkel 197 im Ortskern westlich der Dorfkirche (Karte)                                                                                                   | Wohnhaus               | Wendenburg’scher Hof | 094 81610          | Baudenkmal                   | Wohnhaus               |
| Im Winkel 198 im Ortskern westlich des Kirchhofes (Karte)                                                                                                   | Bauernhof              | Wendenburg’scher Hof | 094 04274          | Baudenkmal                   | Bauernhof              |
| Im Winkel 202 im Ortskern westlich des Kirchhofes (Karte)                                                                                                   | Gasthof                | Alte Ratsschenke | 107 15028          | Baudenkmal                   | Gasthof                |
| Meisdorfer Trift südwestl. der Ortslage oberhalb des Selketales zwischen Rehköpfe und Bauernwiese (Karte)                                                   | Grenzzeichen           | ehem. Anhaltisch-Preußische Landesgrenze | 107 15029          | Baudenkmal                   | Weitere Bilder         |
| Mühlplatz 57 (Karte) | Bauernhof              | | 094 81612          | Baudenkmal                   | Bauernhof              |
| Mühlplatz 61 (Karte) | Wohnhaus               | | 094 04278          | Baudenkmal                   | Wohnhaus               |
| Schmiedeplatz 172 (Karte) | Wohnhaus               | | 094 04277          | Baudenkmal                   | Wohnhaus               |
| Schmiedeplatz 173 (Karte) | Bauernhof              | | 094 81613          | Baudenkmal                   | Bauernhof              |
| Schulplatz (Karte) | Ehrenmal               | Denkmal für Gerhard Schmidt | 094 03579          | Baudenkmal                   | Ehrenmal               |
| Schulplatz 127 (Karte) | Wohnhaus               | | 094 81614          | Baudenkmal                   | Wohnhaus               |
| Seitenbeutel 78 (Karte) | Wohnhaus               | | 094 81615          | Baudenkmal                   | Wohnhaus               |

### Neuplatendorf
| Lage | Bezeichnung                  | Beschreibung                                             | Erfassungs- nummer | Ausweisungsart | Bild           |
| --- | ---------------------------- | -------------------------------------------------------- | ------------------ | -------------- | -------------- |
| Alte Reihe 3A (alt: Anger 14), Flur 1, Flurstück 323/46 am nördlichen Ortsrand auf leichter Anhöhe (Karte) | Ev. Dorfkirche Neuplatendorf | Fachwerkkirche von 1781                                  | 094 95093          | Baudenkmal     | Weitere Bilder |
| Alte Reihe 4 (Karte)                                                                                       | Scheune                      | Die Scheune dient als Gerätehaus der Feuerwehr           | 094 95090          | Baudenkmal     | Scheune        |
| Alte Reihe 5 (Karte)                                                                                       | Wohnhaus                     |                                                          | 094 95091          | Baudenkmal     | Wohnhaus       |
| Anger Kirchhof (Karte)                                                                                     | Kriegerdenkmal               | Kriegerdenkmal für die Gefallenen des Ersten Weltkrieges | 094 95094          | Baudenkmal     | Kriegerdenkmal |

### Pansfelde
| Lage                                                                         | Bezeichnung           | Beschreibung | Erfassungs- nummer | Ausweisungsart | Bild           |
| ---------------------------------------------------------------------------- | --------------------- | --- | ------------------ | -------------- | -------------- |
| (Karte)                                                                      | Burg Falkenstein      | | 094 95204          | Baudenkmal     | Weitere Bilder |
| Friedensstraße 26 neben Nr. 22 (Karte)                                       | Tagelöhnerhaus        | | 094 95206          | Baudenkmal     | BW             |
| Friedensstraße 30 (alt: 24) (Karte)                                          | Bauernhof             | | 094 95207          | Baudenkmal     | Bauernhof      |
| Friedensstraße 36 (alt: 29) (Karte)                                          | Scheune               | | 094 95208          | Baudenkmal     | Scheune        |
| Friederikenstraße 3 (Karte)                                                  | Gasthaus              | Gaststätte Gartenhaus an der Landstraße Pansfelde-Meisdorf, Abzweigung Friederikenstraße | 094 95209          | Baudenkmal     | Gasthaus       |
| Hauptstraße 17 (alt: 5) (Karte)                                              | Wohnhaus              | | 094 95210          | Baudenkmal     | Wohnhaus       |
| Hauptstraße 23 (alt: 12) (Karte)                                             | Wohnhaus              | | 094 95212          | Baudenkmal     | Wohnhaus       |
| Hauptstraße 27 (alt: 15) (Karte)                                             | Wohnhaus              | | 094 95213          | Baudenkmal     | Wohnhaus       |
| Lange Straße 63 (alt: Hauptstraße 17) (Karte)                                | Scheune               | | 094 95214          | Baudenkmal     | BW             |
| Hauptstraße 20 (alt: Nr. 9) Ortskern (Karte)                                 | Vorwerk               | ehem. Gutshof derer von Asseburg, Gutshaus Hauptstraße 20, Scheune Lange Straße 5 und Friedensstraße 39 mit Einfriedungsmauer | 094 95211          | Baudenkmal     | Vorwerk        |
| Hauptstraße 39 (alt: 28) (Karte)                                             | Wohnhaus              | | 094 95215          | Baudenkmal     | BW             |
| Kurze Straße 1 (alt: Hauptstraße 37) (Karte)                                 | Wohnhaus              | | 094 95216          | Baudenkmal     | Wohnhaus       |
| Waldstraße 37 (alt: Hauptstraße 47) (Karte)                                  | Wohnhaus              | | 094 95217          | Baudenkmal     | BW             |
| Hirschsteinweg Flur 1 im Selketal ca. 2,5 km westl. Burg Falkenstein (Karte) | Gedenkstein           | Ferdinand Krahnert Denkmal, gräflicher Revierförster und Gemeindevorsteher von Pansfelde, „verstarb hier am 23. Januar 1889 um halb zwei im Alter von 69 Jahren und fünf Monaten in Ausübung seiner Tätigkeit.“ Der Gedenkstein befindet sich zwischen der Burg Alter Falkenstein und der Burg Falkenstein. | 107 15015          | Kleindenkmal   | BW             |
| Lange Straße 60, im Zentrum der Ortslage (Karte)                             | Sankt-Johannis-Kirche | evangelische Kirche St. Johannis | 094 95219          | Baudenkmal     | Weitere Bilder |
| Lange Straße (Karte)                                                         | Kriegerdenkmal        | Denkmal für die Gefallenen des 1. und 2. Weltkrieges | 094 95220          | Baudenkmal     | Kriegerdenkmal |
| Lange Straße 40 (alt: 27) (Karte)                                            | Scheune               | zwei Gebäude | 094 95221          | Baudenkmal     | Scheune        |
| Lange Straße 62 (alt: 47) (Karte)                                            | Pfarrhaus             | | 094 95222          | Baudenkmal     | Pfarrhaus      |
| Waldstraße 5 (alt: 4) (Karte)                                                | Wohnhaus              | | 094 95224          | Baudenkmal     | BW             |
| Flur 12, Flurstücke 379, 461 (Karte)                                         | Stollen               | Schwennecke-Stollen/Oberwiederstedter Mutung | 094 96392          | Baudenkmal     | Weitere Bilder |

### Reinstedt
| Lage | Bezeichnung             | Beschreibung                                                                                | Erfassungs- nummer | Ausweisungsart | Bild                    |
| --- | ----------------------- | ------------------------------------------------------------------------------------------- | ------------------ | -------------- | ----------------------- |
| Friedhof (Karte) | Gruft                   | Gruft Oberhof von 1867                                                                      | 094 81417          | Baudenkmal     | Gruft                   |
| Friedhof (Karte) | Gruftanlage             |                                                                                             | 094 81414          | Baudenkmal     | Gruftanlage             |
| Friedhof (Karte) | Gruftanlage             | Gruftanlage Familie Schreiber von 1895                                                      | 094 81415          | Baudenkmal     | Gruftanlage             |
| Friedhof (Karte) | Kriegerdenkmal          | 1920 von Andreas Nagel errichtetes Kriegerdenkmal für die Gefallenen des Ersten Weltkrieges | 094 81416          | Baudenkmal     | Kriegerdenkmal          |
| Alter Topf 260 (Karte) | Schule                  | Erbaut im 16. Jahrhundert. Ehemaliges Schulhaus, seit 2001 Wohnhaus.                        | 094 81412          | Baudenkmal     | Schule                  |
| Alter Topf 262 (Karte) | Wohnhaus                |                                                                                             | 094 81413          | Baudenkmal     | Wohnhaus                |
| Jägergasse 55a (Karte) | Tagelöhnerhaus          |                                                                                             | 094 81418          | Baudenkmal     | Tagelöhnerhaus          |
| Jägergasse 61 (Karte) | Tagelöhnerhaus          |                                                                                             | 094 81419          | Baudenkmal     | Tagelöhnerhaus          |
| Mühlgasse 104 (Karte) | Mühle                   | Sipsmühle                                                                                   | 094 81420          | Baudenkmal     | Mühle                   |
| Mühlgasse 105 (Karte) | Bauernhof               |                                                                                             | 094 81421          | Baudenkmal     | Bauernhof               |
| Oberdorf (Karte) | Gutshof                 | Rittergut Königshof                                                                         | 094 81422          | Baudenkmal     | Gutshof                 |
| Oberdorf 186 (Karte) | Wohnhaus                |                                                                                             | 094 81423          | Baudenkmal     | Wohnhaus                |
| Oberdorf 189 (Karte) | Bauernhof               | verfallen, teilweise abgerissen                                                             | 094 81424          | Baudenkmal     | Bauernhof               |
| Oberdorf 190 im Süden der Ortslage am Westhang der Selkeniederung unweit des „Königshofes“ (Karte)                                      | Bauernhof               | Hof Kleemann, großteils abgerissen                                                          | 094 81425          | Baudenkmal     | Bauernhof               |
| Oberdorf 193 (Karte) | Wohnhaus                |                                                                                             | 094 81426          | Baudenkmal     | Wohnhaus                |
| Oberdorf 200 (Karte) | Bauernhof               |                                                                                             | 094 81427          | Baudenkmal     | Bauernhof               |
| Oberdorf 203 (Karte) | Wohnhaus                |                                                                                             | 094 81428          | Baudenkmal     | Wohnhaus                |
| Oberdorf 211 (Karte) | Wohnhaus                | Neubau?                                                                                     | 094 81429          | Baudenkmal     | Wohnhaus                |
| Oberdorf 217 (Karte) | Bauernhof               | Bauernhof mit Gebäude von 1850                                                              | 094 81430          | Baudenkmal     | Bauernhof               |
| Oberdorf 225 (Karte) | Gutshof                 | Gutshaus mit Nebengebäuden                                                                  | 094 81431          | Baudenkmal     | Gutshof                 |
| Oberdorf 226 (Karte) | Gutshof                 | Gutshaus mit Nebengebäuden                                                                  | 094 81432          | Baudenkmal     | Gutshof                 |
| Oberdorf 227 (Karte) | Bauernhof               | Wohnhaus von 1910                                                                           | 094 81444          | Baudenkmal     | Bauernhof               |
| Oberdorf 235 (Karte) | Bauernhof               |                                                                                             | 094 81433          | Baudenkmal     | Bauernhof               |
| Tie 162 (Karte) | Wohnhaus                |                                                                                             | 094 81435          | Baudenkmal     | Wohnhaus                |
| Tie 163 (Karte) | Mühle                   | Rittergutsmühle                                                                             | 094 81434          | Baudenkmal     | Mühle                   |
| Unterdorf 249 (Berg 249) (Karte) | Wohnhaus                |                                                                                             | 094 81445          | Baudenkmal     | Wohnhaus                |
| Unterdorf 263 (Karte) | Pfarrhaus               | Ecke Alter Topf an der Selkebrücke                                                          | 094 81446          | Baudenkmal     | Pfarrhaus               |
| Unterdorf 44 (Karte) | Wohnhaus                |                                                                                             | 094 81436          | Baudenkmal     | Wohnhaus                |
| Unterdorf 46 (Karte) | Gutshaus                | ehemals Verwaltung                                                                          | 094 81437          | Baudenkmal     | Gutshaus                |
| Unterdorf 50 östlich der Selke im Unterdorf (Karte)                                                                                     | Wohnhaus                |                                                                                             | 094 81439          | Baudenkmal     | Wohnhaus                |
| Unterdorf 53 (Karte) | Gutshof                 |                                                                                             | 094 81440          | Baudenkmal     | Gutshof                 |
| Unterdorf 55 (Karte) | Bauernhof               |                                                                                             | 094 81441          | Baudenkmal     | Bauernhof               |
| Unterdorf 56 (Karte) | Bauernhof               |                                                                                             | 094 81442          | Baudenkmal     | Bauernhof               |
| Unterdorf 88 (Karte) | Gasthaus                | Gasthaus „Prinz von Anhalt“ von 1695                                                        | 094 95382          | Baudenkmal     | Gasthaus                |
| Unterdorf 89 (Karte) | Wohn- und Geschäftshaus |                                                                                             | 094 81443          | Baudenkmal     | Wohn- und Geschäftshaus |
| Unterdorf 92 (Karte) | Bauernhof               | jetzt Gemeindeverwaltung                                                                    | 094 04281          | Baudenkmal     | Bauernhof               |
| Unterdorf Flur 1, Flurstück 95/4 auf dem westlichen Hochufer über der Selke, dem sog. Wittenberg, im nördlichen Teil des Dorfes (Karte) | Sankt-Laurentii-Kirche  |                                                                                             | 094 04282          | Baudenkmal     | Weitere Bilder          |
| Witteanger 14 (Karte) | Mühle                   | Lohengelmühle                                                                               | 094 81448          | Baudenkmal     | Mühle                   |
| Witteanger 26 (Unterdorf 26) (Karte) | Gasthof                 | ehemaliger Gasthof „Schwarzer Bär“                                                          | 094 17181          | Baudenkmal     | Gasthof                 |

### Wieserode
| Lage                                                                        | Bezeichnung  | Beschreibung                                                                          | Erfassungs- nummer | Ausweisungsart | Bild           |
| --------------------------------------------------------------------------- | ------------ | ------------------------------------------------------------------------------------- | ------------------ | -------------- | -------------- |
| Degenershausen 2, nördlich des Parkes (Karte)                               | Forsthaus    | Forsthaus Degenershausen                                                              | 094 95103          | Baudenkmal     | Forsthaus      |
| Degenershausen 8, Hochfläche des Unterharzes südlich des Selketales (Karte) | Park         | ehem. Schlosspark derer von Bodenhausen-Degener, heute Landschaftspark Degenershausen | 094 95102          | Baudenkmal     | Weitere Bilder |
| Dorfstraße 15 im Ortskern (Karte)                                           | Kirche       | Fachwerkkirche aus dem 17. Jahrhundert                                                | 094 95096          | Baudenkmal     | Weitere Bilder |
| Dorfstraße 2, 4, 5, 6, 7, 8 (Karte)                                         | Straßenzeile |                                                                                       | 094 95097          | Denkmalbereich | Straßenzeile   |
| Unterdorf 16, Ecke Dorfstraße (Karte)                                       | Bauernhof    |                                                                                       | 094 95101          | Baudenkmal     | Bauernhof      |

## Ehemalige Kulturdenkmale nach Ortsteilen
Die nachfolgenden Objekte waren ursprünglich ebenfalls denkmalgeschützt oder wurden in der Literatur als Kulturdenkmale geführt. Die Denkmale bestehen heute jedoch nicht mehr, ihre Unterschutzstellung wurde aufgehoben oder sie werden nicht mehr als Denkmale betrachtet.

### Endorf
| Lage                                                                                                 | Bezeichnung | Beschreibung                                                                                           | Erfassungs- nummer | Ausweisungsart | Bild    |
| --- | ----------- | --- | ------------------ | -------------- | ------- |
| Am Welbslebener Weg 8 (Karte)                                                                        | Wohnhaus    | Wohnhaus abgerissen, jetzt Parkplatz                                                                   | 094 95085          | Baudenkmal     | BW      |
| Gut 3 (Karte)                                                                                        | Wohnhaus    | Altes Amtshaus                                                                                         | 094 95079          | Baudenkmal     | BW      |
| Untere Hauptstraße 14 (alt: Karl-Marx-Straße) im Ortskern südlich des Gutes derer von Knigge (Karte) | Scheune     | Scheune Da die Scheune nicht mehr vorhanden war, wurde sie 2024 aus dem Denkmalverzeichnis gestrichen. | 094 95082          | Baudenkmal     | Scheune |

### Ermsleben
| Lage | Bezeichnung             | Beschreibung | Erfassungs- nummer | Ausweisungsart | Bild                    |
| --- | ----------------------- | --- | ------------------ | -------------- | ----------------------- |
| Ascherslebener Straße 23, 25 (Karte)                                                                                          | Häusergruppe            | Häusergruppe Bei einer vertieften Erfassung wurde keine Denkmaleigenschaft festgestellt. Im Jahr 2024 wurde die Häusergruppe aus dem Denkmalverzeichnis gestrichen. | 094 80312          | Denkmalbereich | Häusergruppe            |
| Berlinger Plan 1 (Karte) | Wohnhaus                | Wohnhaus Das Denkmal war zumindest bereits im August 2017 abgerissen. Im Jahr 2024 folgte die Streichung aus dem Denkmalverzeichnis.                                | 094 81125          | Baudenkmal     | Wohnhaus                |
| Damm 1, 2, 3, 4, 5 Wassertor 13 (Karte)                                                                                       | Straßenzug              | Straßenzug 2024 aus dem Denkmalverzeichnis gestrichen. | 094 80311          | Denkmalbereich | Straßenzug              |
| Friedrich-Ebert-Straße 8 (Karte)                                                                                              | Bauernhof               | Bauernhof | 094 81128          | Baudenkmal     | Bauernhof               |
| Friedrich-Ebert-Straße 22, südlich der Selkeniederung im alten Ortsteil Sinsleben westlich des Kirchhofes St. Andreas (Karte) | Hof Eisfeld             | Bauernhof, im Ergebnis einer Überprüfung wurde die Denkmaleigenschaft negativ beurteilt und der Bauernhof 2015 aus dem Denkmalverzeichnis ausgetragen.              | 094 81130          | Baudenkmal     | Hof Eisfeld             |
| Konradsburger Straße Stadtfriedhof a.d. südlichen Einfriedungsmauer (Karte)                                                   | Grabkapelle             | Grabkapelle der Familie Wendenburg | 094 81087          | Baudenkmal     | Grabkapelle             |
| Lange Straße 7, 9, 13, 15, 16, 17 (Karte)                                                                                     | Straßenzug              | Straßenzug 2024 aus dem Denkmalverzeichnis gestrichen. | 094 80314          | Denkmalbereich | Straßenzug              |
| Lange Straße 46, 48, 50 Ortskern, nördlich des Rathauses (Karte)                                                              | Häusergruppe            | Bis auf Nr. 50 bereits abgerissen | 094 80316          | Denkmalbereich | BW                      |
| Lindenstraße 10 (Karte) | Bauernhof               | Bauernhof 2022 nach Verlust der Denkmaleigenschaft durch Baumaßnahmen aus dem Denkmalverzeichnis gestrichen.                                                        | 094 81135          | Baudenkmal     | Bauernhof               |
| Markt 1, 2, 4, 6, (8), (10), (12),(14), 16, 18, 20, 22, (24), 26, 28, 30 Ortskern (Karte)                                     | Marktplatz              | Platz 2024 aus dem Denkmalverzeichnis gestrichen. | 094 81103          | Denkmalbereich | Marktplatz              |
| Markt 8 an der Südostecke des Marktplatzes (Karte)                                                                            | Wohnhaus                | Neubau | 094 81104          | Baudenkmal     | Wohnhaus                |
| Markt 30, Sixtuskirchhof 2, 4, 6 (Karte)                                                                                      | Häusergruppe            | Häusergruppe 2024 aus dem Denkmalverzeichnis gestrichen. | 094 81114          | Denkmalbereich | Häusergruppe            |
| Siederstraße 1 (Karte) | Wohn- und Geschäftshaus | Wohn- und Geschäftshaus, nach Abbruch 2019 aus dem Denkmalverzeichnis ausgetragen.                                                                                  | 094 81109          | Baudenkmal     | Wohn- und Geschäftshaus |
| Siederstraße 9, 11, 12, 13 (Karte)                                                                                            | Häusergruppe            | Häusergruppe 2024 aus dem Denkmalverzeichnis gestrichen. | 094 81110          | Denkmalbereich | Häusergruppe            |
| Wassertor 2, 4, 6, 8, 15 (Karte)                                                                                              | Straßenzeile            | Straßenzeile 2024 aus dem Denkmalverzeichnis gestrichen. | 094 81119          | Denkmalbereich | Straßenzeile            |
| Wassertor 8 nördlich des Marktplatzes am Selkeübergang im Bereich des ehem. Stadttores (Karte)                                | Wohnhaus                | abgerissen | 094 81120          | Baudenkmal     | BW                      |
| Weberstraße 3 (Karte) | Wohnhaus                | Wohnhaus Bereits im August 2017 war das Haus abgerissen. 2024 wurde es aus dem Denkmalverzeichnis gestrichen.                                                       | 094 81121          | Baudenkmal     | BW                      |

### Meisdorf
| Lage                                                                                            | Bezeichnung    | Beschreibung | Erfassungs- nummer | Ausweisungsart | Bild           |
| ----------------------------------------------------------------------------------------------- | -------------- | --- | ------------------ | -------------- | -------------- |
| Mühlplatz 53 (Karte)                                                                            | Tagelöhnerhaus | | 094 81611          | Baudenkmal     | Tagelöhnerhaus |
| Schiefes Tal im Selketal am Ausgang des Schiefen Tales an der Landstraße nach Pansfelde (Karte) | Brücke         | Viadukt „Schiefetalbrücke“ von 1860, saniert um 1920. War seit Dezember 2005 aus Sicherheitsgründen bereits gesperrt und wurde nach Abriss 2006–2007 neu errichtet. Gusseiserne Tafeln vom alten Viadukt befinden sich auf der Burg Falkenstein. | 094 95180          | Baudenkmal     | Brücke         |

### Neuplatendorf
| Lage                  | Bezeichnung | Beschreibung | Erfassungs- nummer | Ausweisungsart | Bild      |
| --------------------- | ----------- | ------------ | ------------------ | -------------- | --------- |
| Alte Reihe 19 (Karte) | Bauernhof   | abgerissen   | 094 95092          | Baudenkmal     | Bauernhof |

### Pansfelde
| Lage                                | Bezeichnung    | Beschreibung | Erfassungs- nummer | Ausweisungsart | Bild       |
| ----------------------------------- | -------------- | --- | ------------------ | -------------- | ---------- |
| Friedensstraße 18 (Karte)           | Tagelöhnerhaus | bereits abgerissen | 094 95205          | Baudenkmal     | BW         |
| Hauptstraße 61 (alt: 49) (Karte)    | Scheune        | In Denkmalliste von März 2020 als ehemalig geführt | 094 95218          | Baudenkmal     | BW         |
| Waldstraße 2 (Karte)                | Hof Kaiser     | Wohnhaus des Hofes, schlichtes Fachwerkhaus. Bei einem Ortstermin der Unteren Denkmalschutzbehörde am 28. Oktober 2020 kam diese zur Einschätzung, dass das Gebäude aufgrund seines Alters und der gegebenen Authentizität zwar grundsätzlich denkmalfähig ist, aber auf Grund seiner Baufälligkeit die Denkmalwürdigkeit nicht mehr besteht. Es wurde daher im Oktober 2020 aus dem Denkmalverzeichnis gestrichen. | 094 95223          | Baudenkmal     | Hof Kaiser |
| Waldstraße 21 (Karte)               | Stall          | In Denkmalliste von März 2020 nicht mehr enthalten | 094 95226          | Baudenkmal     | BW         |
| Waldstraße 24 (alt: Nr. 10) (Karte) | Wohnhaus       | In Denkmalliste von März 2020 als ehemalig geführt | 094 95225          | Baudenkmal     | BW         |

### Reinstedt
| Lage                                                | Bezeichnung | Beschreibung                                                         | Erfassungs- nummer | Ausweisungsart | Bild      |
| --------------------------------------------------- | ----------- | -------------------------------------------------------------------- | ------------------ | -------------- | --------- |
| Unterdorf 51 östlich der Selke im Unterdorf (Karte) | Wohnhaus    |                                                                      | 094 81438          | Baudenkmal     | Wohnhaus  |
| Witteanger 8 (Karte)                                | Bauernhof   | Bauernhof, nach Abbruch 2019 aus dem Denkmalverzeichnis ausgetragen. | 094 81447          | Baudenkmal     | Bauernhof |

### Wieserode
| Lage                 | Bezeichnung | Beschreibung | Erfassungs- nummer | Ausweisungsart | Bild     |
| -------------------- | ----------- | --- | ------------------ | -------------- | -------- |
| Anger 14 (Karte)     | Bauernhof   | Bauernhof Das ursprüngliche Fachwerk-Lehmgebäude wurde durch ein Haus in Massivbauweise ersetzt. Die erhaltenen Scheunen genügten alleine nicht für die Zuordnung der Denkmaleigenschaft. 2024 wurde der Bauernhof daher aus dem Denkmalverzeichnis gestrichen. Dabei wurde das Anwesen allerdings als Dorfstraße 30 bezeichnet. | 094 95095          | Baudenkmal     | BW       |
| Dorfstraße 5 (Karte) | Wohnhaus    | Wohnhaus Bildet Einheit mit Dorfstraße 7, 2024 wurde es aus dem Denkmalverzeichnis gestrichen. | 094 95098          | Baudenkmal     | Wohnhaus |
| Dorfstraße 7 (Karte) | Wohnhaus    | Wohnhaus 2024 wurde es aus dem Denkmalverzeichnis gestrichen. | 094 95099          | Baudenkmal     | Wohnhaus |

## Legende
In den Spalten befinden sich folgende Informationen:
- Lage: Nennt den Straßennamen und wenn vorhanden die Hausnummer des Kulturdenkmals. Die Grundsortierung der Liste erfolgt nach dieser Adresse. Der Link „Karte“ führt zu verschiedenen Kartendarstellungen und nennt die geographischen Koordinaten.
Link zu einem Kartenansichtstool, um Koordinaten zu setzen. In der Kartenansicht sind Baudenkmale ohne Koordinaten mit einem roten bzw. orangen Marker dargestellt und können in der Karte gesetzt werden. Baudenkmale ohne Bild sind mit einem blauen bzw. roten Marker gekennzeichnet, Baudenkmale mit Bild mit einem grünen bzw. orangen Marker.
- Offizielle Bezeichnung: Nennt den Namen, die Bezeichnung oder zumindest die Art des Kulturdenkmals und verlinkt, soweit vorhanden, auf den Artikel zum Objekt.
- Beschreibung: Nennt bauliche und geschichtliche Einzelheiten des Kulturdenkmals, vorzugsweise die Denkmaleigenschaften.
- Erfassungsnummer: Für jedes Kulturdenkmal wird in Sachsen-Anhalt eine 20stellige Erfassungsnummer vergeben. Die letzten zwölf Ziffern werden für die Untergliederung nach Teilobjekten genutzt und werden nur angegeben, soweit vergeben. In dieser Spalte kann sich folgendes Icon  befinden, dies führt zu Angaben zu diesem Baudenkmal bei Wikidata.
- Ausweisungsart: Die Einordnung des Denkmales nach § 2 Abs. 2 DenkmSchG LSA
- Bild: Ein Bild des Denkmales, und gegebenenfalls einen Link zu weiteren Fotos des Kulturdenkmals im Medienarchiv Wikimedia Commons. Wenn man auf das Kamerasymbol klickt, können Fotos zu Kulturdenkmalen aus dieser Liste hochgeladen werden: